# Mecistostethus pilifer
Mecistostethus pilifer är en skalbaggsart som beskrevs av Sylvain Auguste de Marseul 1870. Mecistostethus pilifer ingår i släktet Mecistostethus och familjen stumpbaggar. Inga underarter finns listade i Catalogue of Life.